# Сент-Эликс-ле-Шато
Сент-Эли́кс-ле-Шато́ (фр. Saint-Élix-le-Château, окс. Sent Helitz deu Castèth) — коммуна во Франции, находится в регионе Юг — Пиренеи. Департамент — Верхняя Гаронна. Входит в состав кантона Ле-Фусре. Округ коммуны — Мюре.
Код INSEE коммуны — 31476.

## География
Коммуна расположена приблизительно в 630 км к югу от Парижа, в 45 км к юго-западу от Тулузы.
На северо-западе коммуны протекает река Луж и проходит канал Мулен.

## Климат
Климат умеренно-океанический. Зима мягкая и снежная, весна характеризуется сильными дождями и грозами, лето сухое и жаркое, осень солнечная. Преобладают сильные юго-восточные и северо-западные ветры.

## Население
Население коммуны на 2010 год составляло 728 человек.
| 1962 | 1968 | 1975 | 1982 | 1990 | 1999 | 2010 |
| ---- | ---- | ---- | ---- | ---- | ---- | ---- |
| 534  | 499  | 508  | 524  | 559  | 543  | 728  |

## Администрация
| Период | Период | Фамилия           | Партия                  | Примечания |
| ------ | ------ | ----------------- | ----------------------- | ---------- |
| ?      | 1995   | Патрис Буиссе     |                         |            |
| 1995   | 2014   | Жан-Пьер Бонмезон | Социалистическая партия |            |
| 2014   | 2020   | Франсуа Депре     |                         |            |

## Экономика
В 2010 году среди 456 человек трудоспособного возраста (15—64 лет) 350 были экономически активными, 106 — неактивными (показатель активности — 76,8 %, в 1999 году было 72,2 %). Из 350 активных жителей работали 325 человек (176 мужчин и 149 женщин), безработных было 25 (6 мужчин и 19 женщин). Среди 106 неактивных 34 человека были учениками или студентами, 42 — пенсионерами, 30 были неактивными по другим причинам.

## Достопримечательности
- Замок Сент-Эликс[фр.] (XVI век). Исторический памятник с 1927 года[4]
- Пирамида на границе Лангедока и Гиени (XVII век). Исторический памятник с 1973 года[5]
- Церковь Св. Германа (XIX век)

## Фотогалерея

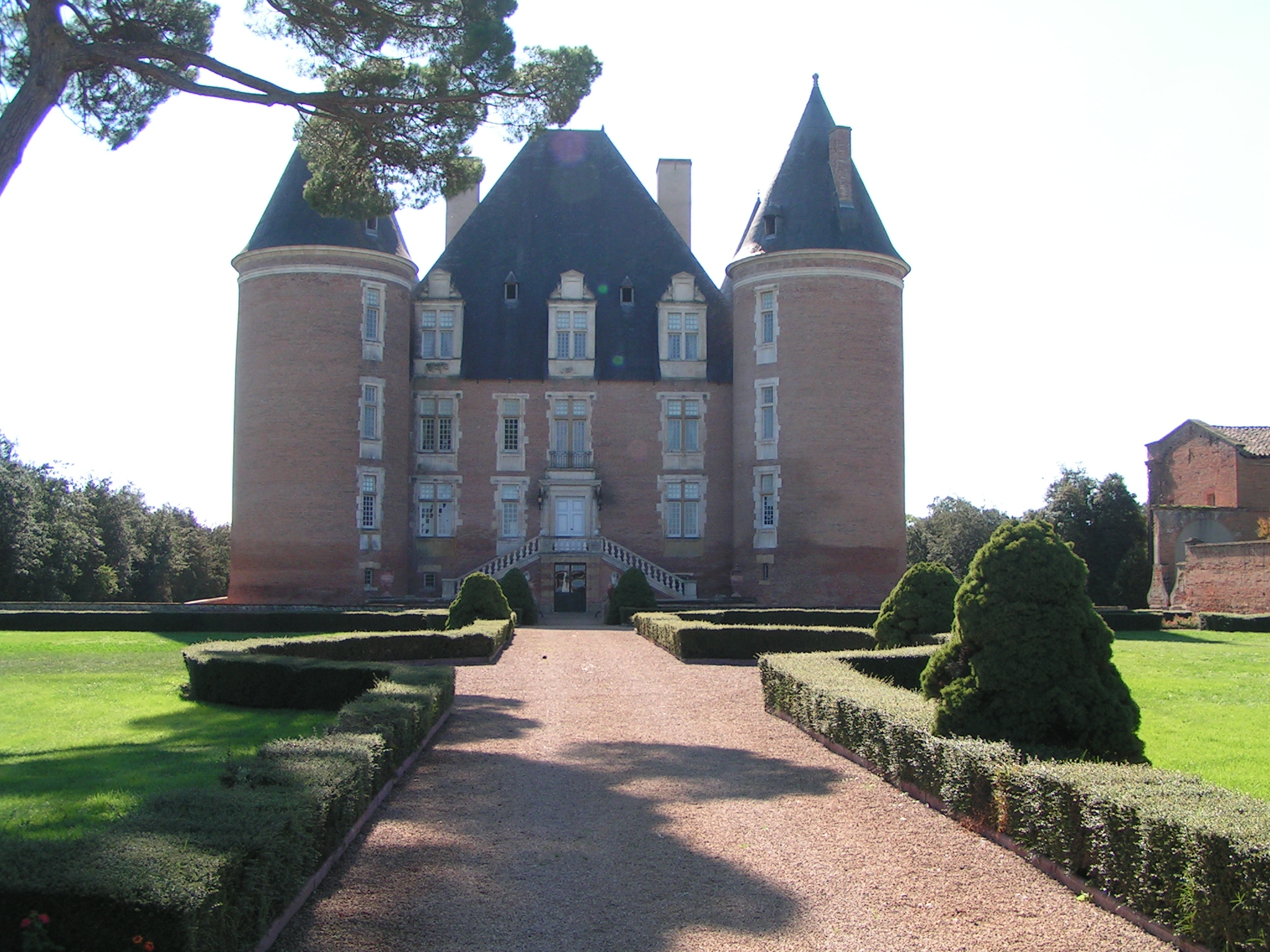
Замок Сент-Эликс
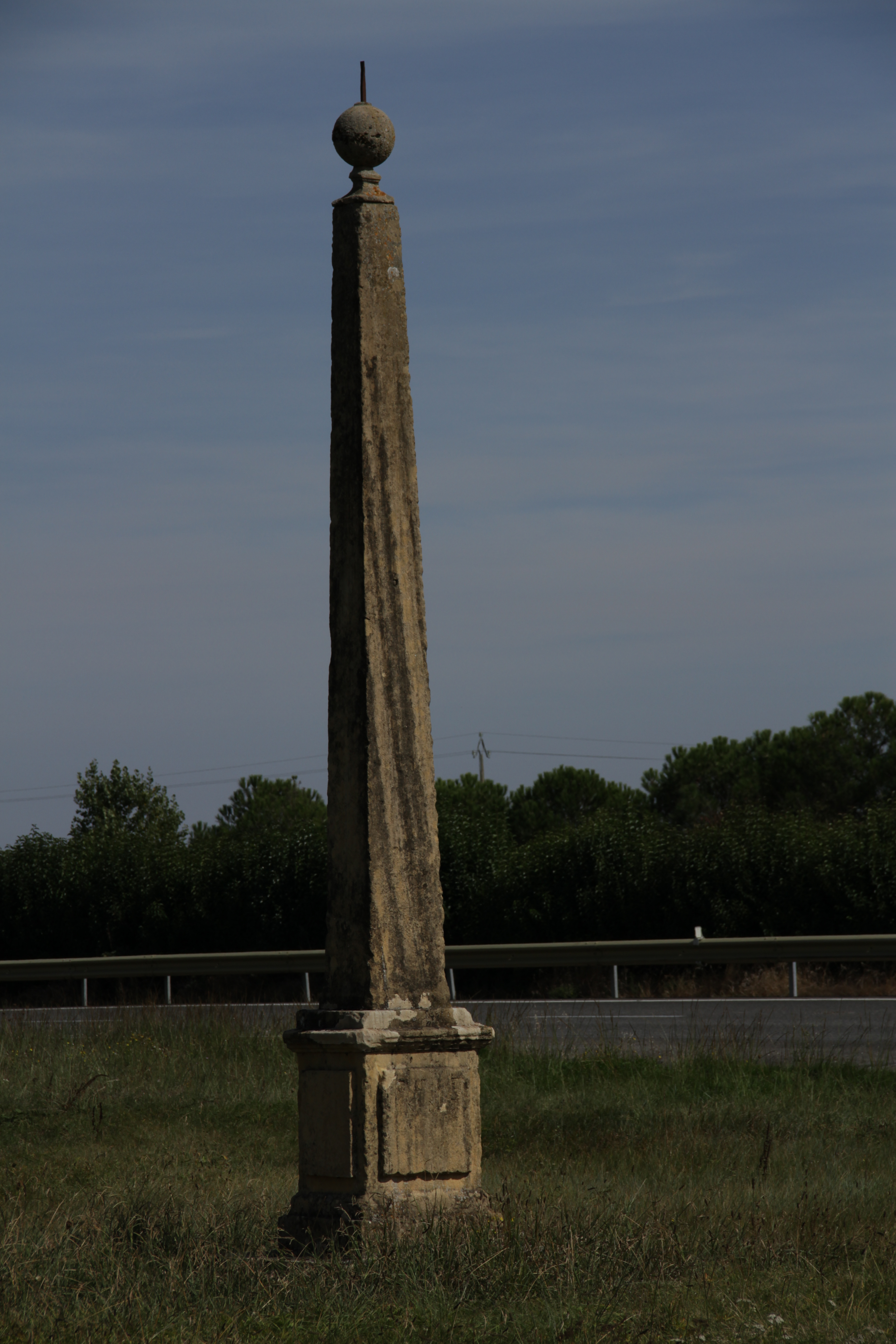
Пирамида на границе Лангедока и Гиени
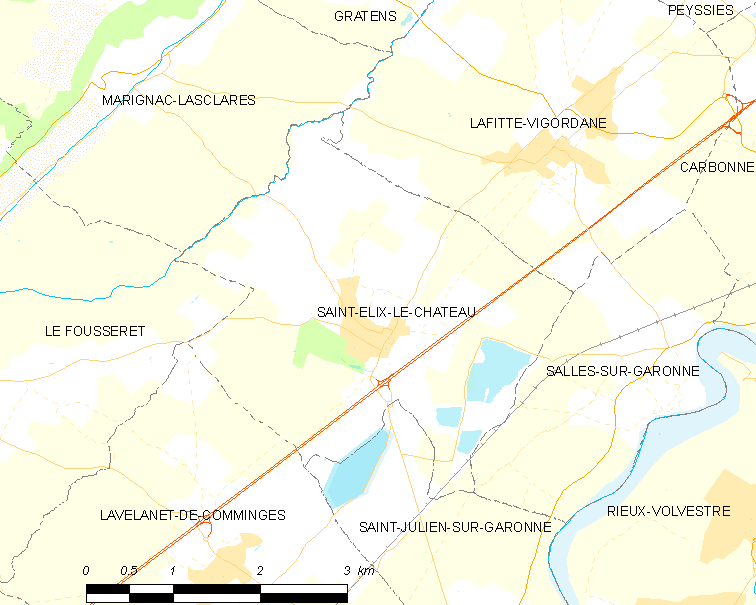
Карта коммуны